# Héctor Lucchetti
Héctor Pablo Lucchetti (født 9. marts 1905) var en argentinsk fægter som deltog i de olympiske lege 1928 i Amsterdam. 
Anganuzzi vandt en bronzemedalje i fægtning under Sommer-OL 1928 i Amsterdam. Han var med på det argentinske hold som kom på en tredjeplads i holdkonkurrencen i fleuret efter Italien og Frankrig. De andre på holdet var Roberto Larraz, Raúl Anganuzzi, Raúl Anganuzzi og Luis Lucchetti.